# Прохоров Андрій Костянтинович
Андрій Костянтинович Прохоров (нар. 14 вересня 1970, Київ (за іншими даними - Херсон) — розробник комп'ютерних ігор, один з авторів комп'ютерних ігор Metro 2033 та S.T.A.L.K.E.R.
Його батьки — професійні художники, і на запитання, ким би Ви хотіли стати, у дитинстві завжди відповідав, що не бажав ніколи іншої професії собі, як художник[джерело?].

## Освіта
У 1994 році закінчив КІІЦА (Київський інститут інженерів цивільної авіації) за спеціальністю інженер-конструктор. Після закінчення університету поступив на аспірантуру та захистив дисертацію на тему «Діагностування проточної частини авіаційних ГТД на основі аналізу нестаціонарної структури газового потоку».

## Робота в ігровій індустрії

### Робота в GSC Game World
З 1997 році почав працювати в GSC Game World, спочатку над проєктом Warcraft 2000 у ролі художника для додаткового артконтенту та Doomcraft, потім головним художником у грі Venom. Codename: Outbreak, а з 2001 року — над грою S.T.A.L.K.E.R.: Тінь Чорнобиля. У 2006 році разом із частиною команди розробників S.T.A.L.K.E.R.: Тінь Чорнобиля відкривив свою студію під назвою 4A Games.

### Робота в 4A Games
У 2006 році, після звільнення частини команди (артвідділу) з виконання їхньої роботи з GSC Game World, котра працювала над проєктом S.T.A.L.K.E.R.: Тінь Чорнобиля, створює власну студію 4A Games, де розпочинає роботу над проєктом Metro 2033, яка йде на золото 16 березня 2010 року. Уже в червні цього ж року студія анонсує продовження гри під назвою Metro: Last Light, яка вийшла 18 травня 2013 року.
Також брав участь у розробці перевидання серії гри під назвою Metro 2033 Redux та Metro: Last Light Redux, у якій модернізували графічний рушій 4A Engine, була додана кастомізація зброї, а також додаткові DLC завдання в Metro: Last Light Redux. Реліз Redux сталося 22 травня 2014 року.
Через два роки Андрій Прохоров разом із Дмитром Глуховським та Андрієм Пасхаловим взялися за розробку продовження сіквелу по всесвіту Metro 2033 під назвою Metro: Exodus, яка була в розробці три роки. Перший анонс сіквелу планувався 11 червня 2017 року, але гра була в сирому стані без оптимізації та кількості потрібного контенту, і тоді Андрію Прохорову разом зі студією 4A Games довелося переносити реліз Metro: Exodus на той час, коли вона буде готова. Розробка сіквелу затягнулася на два роки і реліз гри стався 15 лютого 2019 року.